# 歇浦潮
歇浦潮是朱瘦菊創作的以上海社會為背景的章回體小說，共一百回，1920年在上海《新申报》上連載，1921年5月出版单行本。全書共90萬字。該書的書名「歇浦」的意思是黄歇浦。1931年，弗兰士・库恩將歇浦潮翻譯成德文版，由德国保罗若尔奈出版社出版，德文版全书共336页。